# Публий Корнелий Долабела (консул 35 пр.н.е.)
Вижте пояснителната страница за други личности с името Публий Корнелий Долабела.
Публий Корнелий Долабела (на латински: Publius Cornelius Dolabella) e политик на късната Римска република.
Произлиза от клон Долабела на фамилията Корнелии. През 35 пр.н.е. е избран за суфектконсул заедно с Тит Педуцей.